# Paziente zero (film)
Paziente zero (Patient Zero) è un film del 2018 diretto da Stefan Ruzowitzky.

## Trama
La diffusione di un super ceppo mutato del virus della rabbia ha causato il contagio di milioni di persone in tutto il mondo, trasformandole in esseri violenti e assetati di sangue che si spostano a caccia dei sopravvissuti, rinchiusi in pochi posti isolati e ormai ridotti allo stremo; chiunque venga morso subisce una mutazione irreversibile in appena 90 secondi.
All'interno di una base di armamenti nucleari un gruppo di medici del CDC insieme a militari dell'esercito conduce ricerche su alcuni infetti catturati al fine di identificare il Paziente Zero, primo contagiato, e grazie al suo sangue trovare disperatamente una cura per l'infezione. Tra di loro c'è Morgan, un umano aggredito e morso insieme alla moglie miracolosamente scampato al contagio, ora in grado di comunicare con le persone infettate. Egli conduce gli interrogatori con cui i medici cercano di scoprire la provenienza e il momento in cui i prigionieri sono stati contagiati.
Il primo infetto interrogato, membro di un gruppo di altri 250 infetti, rivela di essere originario del Minnesota e di essersi trasformato in concomitanza dell'ultimo Halloween festeggiato più di un anno prima, molto vicino alla comparsa dei primi casi di contagio. Capendo l'importanza dell'informazione Morgan cerca di instaurare un dialogo con lui, ma l'intromissione del colonnello Knox, a capo delle forze di sicurezza della struttura e contrario agli esperimenti che vengono condotti e che causano la morte dei suoi uomini nel tentativo di catturare gli infetti, rende inutili i suoi tentativi, portando lo stesso colonnello a uccidere il paziente. Ad aggravare la situazione vi è il fatto che quest'ultimo non sopporti di dover prendere ordini dalla virologa Gina Rose, a capo del progetto di ricerca e con cui aveva intrattenuto una relazione in passato. Morgan ha un rapporto sessuale in bagno con la dottoressa Rose, innamorata di lui, che cerca poi di fargli comprendere come probabilmente non esista un modo per curare la moglie Janet: gli antidoti sperimentali infatti hanno una durata temporanea e sempre più breve. Morgan si rifiuta tuttavia di accettare questa eventualità.
Ancora adirato per il fallimento Morgan si reca in prigione, dove si scopre essere rinchiusa la moglie Janet contagiata e sottoposta a una cura sperimentale con un antidoto tratto dal suo sangue. Egli spera sempre di riuscire a salvarla, ma pur assumendo periodicamente le dosi del vaccino la donna rivela tutto il suo scetticismo sulla possibilità di guarire completamente e di tornare alla vita di prima.
Morgan riprende gli interrogatori con un secondo infetto, che tuttavia riesce a mordere e causare la morte del suo amico Scooter; in preda alla rabbia cerca di ottenere da lui ulteriori informazioni, ma quando questo lo minaccia dicendogli che ormai il loro tempo è giunto e molto presto soccomberanno si interrompe facendolo riportare in cella.
Nel frattempo all'obitorio i soldati impegnati a cremare i corpi dei compagni caduti vengono uccisi da un infetto fintosi morto e infiltratosi all'interno della base, che prima di essere abbattuto dal colonnello Knox si ferma e si lascia catturare per incontrare Morgan. Questi dunque comincia a dialogare con lui, ex professore universitario di nome Michael Jasen, scoprendo con stupore che è molto diverso dagli altri infetti: oltre a saper controllare la propria rabbia e non essere infastidito dalla musica infatti, ricorda perfettamente la sua vita prima del contagio al punto da raccontargli di come abbia ucciso la propria famiglia, e soprattutto si dimostra ben informato sull'identità di Morgan, noto tra gli infetti per la sua capacità di comunicare con loro senza aver subito una trasformazione completa. Le capacità di Jasen confermano il timore di Gina, convinta che gli infetti si stiano evolvendo e siano ora in grado di organizzarsi meglio che in passato, e mettono in allarme Morgan: scopre infatti un rilevatore cucito nel fianco dell'infetto interrogato precedentemente e capisce che sia lui sia Jasen si sono lasciati catturare apposta per uno scopo. Mentre rivela tutto ciò al generale Pierce, comandante della struttura, degli infetti fanno irruzione all'interno della base cominciando a fare strage dei civili e dei militari presenti (tra cui lo stesso generale e il colonnello Knox) e liberando i compagni imprigionati incluso Jasen che si rivela essere il loro leader.
Insieme a Gina e a Janet, che non vuole abbandonare, Morgan cerca di fuggire del complesso facendosi strada fra gli infetti; dopo aver recuperato i campioni di sangue dal laboratorio, indispensabili per poter proseguire le ricerche altrove, i tre si avviano verso l'uscita dove vengono raggiunti e bloccati da Jasen. Questi spiega che è proprio Morgan il Paziente Zero non avendo subito la mutazione pur dopo essere stato morso, per cui rappresenta una minaccia per la sopravvivenza degli infetti poiché da lui può essere tratta la cura per fermare tutti loro. Al termine di un breve combattimento in cui Morgan riesce ad avere la meglio i tre vengono braccati dagli infetti chiamati a raccolta dal morente Jasen: Janet si sacrifica per consentire loro di fuggire e mettere in salvo il bambino che Gina porta in grembo, conscia del fatto che per lei non potrà mai esserci un ritorno alla normalità. Usciti dalla struttura, Morgan recupera la sua moto e insieme a Gina si allontana a tutta velocità, ancora inseguiti dagli infetti intenzionati a non dare loro scampo.